# Plexippica
Plexippica is een geslacht van vlinders van de familie stippelmotten (Yponomeutidae).

## Soorten
- P. verberata Edward Meyrick, 1912